# 贵州荩草
贵州荩草（学名：Arthraxon guizhouensis）为禾本科荩草属下的一个种。